# Вадин, Александр Николаевич
Александр Николаевич (Вамензон) Вадин (1866 — 1946) — русский военный  деятель,  генерал-майор.  Герой Русско-японской войны, участник Китайского похода 1901 года, Первой мировой войны и Гражданской войны в составе Белой армии.

## Биография
В службу вступил  в 1884 году после окончания Тифлисского кадетского корпуса. В 1886 году после окончания Александровского военного училища по I разряду произведён в подпоручики и выпущен в  Карсскую крепостную артиллерию. В 1889 году произведён  в поручики, в 1895 году в штабс-капитаны, в 1900 году в капитаны — командовал ротой и был старшим адъютантом Закаспийского областного управления.

С 1901 года участник Китайской компании. С 1904 года участник Русско-японской войны, подполковник — командир 22-й батареи Порт-Артура. Высочайшим приказом от 25 февраля 1907 года за храбрость награждён орденом Святого Георгия 4-й степени:
За то, что в ночь с 24 на 25 мая 1904 года подполковник Вадин руководя огнём своей батареи в бою потопил  японский минный крейсер

Высочайшим приказом от 18 марта 1907 года за храбрость награждён Золотым оружием: 
За отличия и храбрость проявленные в делах против японской императорской армии в Порт-Артуре
После войны сменил фамилию (Вамензон на Вадин).
С 1907 года после окончания крепостного отделения Офицерской артиллерийской школы служил в Кронштадтской крепостной артиллерии. В 1908 году произведён в полковники врио командира с 1909 года командир Очаковской крепостной артиллерии. С 1913 года и.д. командира, в 1914 году произведён в генерал-майоры — командир Карсской крепостной артиллерии.
С 1914 года участник Первой мировой войны во главе Карсской крепостной артиллерии. С 1916 года командующий тяжелой артиллерии Кавказской армии при Эрзурумской операции. До 1917 года начальник артиллерии укрепленных позиций Эрзерума и Деве-Бойну.
После Октябрьской революции в ВСЮР. С 1920 года в эмиграции во Франции.

## Награды
- Орден Святого Станислава 2-й степени  (ВП 1903)
- Орден Святой Анны 2-й степени с мечами (ВП 1904)
- Орден Святого Владимира 4-й степени  с мечами и бантом (ВП 1904)
- Орден Святой Анны 4-й степени «За храбрость» (ВП 1904)
- Орден Святого Георгия 4-й степени (ВП 25.02.1907)
- Золотое оружие «За храбрость» (ВП 18.03.1907)
- Орден Святого Владимира 3-й степени (ВП 1912)
- Орден Святого Станислава 1-й степени  (ВП 13.05.1915)
- Орден Святой Анны 1-й степени  (ВП 16.02.1916)
- Орден Святого Владимира 2-й степени  с мечами (ВП 24.06.1916)